# Ivácskó
Ivácskó település Romániában, Szatmár megyében.

## Fekvése
Szatmárnémetitől délkeletre, Résztelek és Alsóhomoród közt fekvő település.

## Története
Ivácskó a 14. és 15. században a bélteki uradalomhoz tartozott és annak sorsában osztozott.
A települést egykor Ivácskófalvának nevezték, de egy ideig a szatmári vár tartozéka volt, ekkor Ujdomb-nak nevezték.
1631-ben Királydaróczi Daróczy Istváné zálogbirtoka, majd 1654-ben Serédi István zálogbirtoka volt.
1732-ben Böszörményi Sámuel és Komáromy András voltak Ivácskó birtokosai.
1765-ben  pedig Szuhányi Antal és László kapnak a község felére királyi adományt.
A 19. század elején a hiripi és ivácskói Szuhányi, a Kállay és Zanathay családok birtoka volt, a 20. század elején Szentgyörgyi Adolf dr. volt a legnagyobb birtokosa. 
A 20. század elején Szatmár vármegye Erdődi járásához tartozott.
1910-ben 534 lakosából 57 magyar, 26 német, 447 román volt. Ebből 53 római katolikus, 441 görögkatolikus, 22 református volt.

## Nevezetességek
- Görögkatolikus temploma 1882-ben épült.